# Профессор Лонгхейр
Профессор Лонгхейр, или Профессор Лонгхэр, (англ. Professor Longhair, наст. имя: Henry Roeland «Roy» Byrd; 19 декабря 1918 — 30 января 1980) — певец и пианист, представитель новоорлеанского блюза. Примечательно, что исполнитель был активен в два отдельных периода: расцвета раннего ритм-н-блюза и возрождения интереса к традиционному джазу после того, как был основан New Orleans Jazz and Heritage Festival.
Музыкальный журналист Тони Рассел в своей книге «Блюз — От Роберта Джонсона до Роберта Крея» пишет: «Оживлённый фортепьянный блюз с румбовым ритмом и захлёбывающийся вокал Фесса (прим.: сокр. от „профессор“) были слишком странными, чтобы продать миллионы пластинок; он должен был довольствоваться произведением на свет музыкального потомства, которые были достаточно простыми, чтобы этого добиться — как Фэтс Домино или Хьюи (Пианино) Смит. Но он также признаётся в качестве „отца“ такими более тонкими пианистами, как Алан Туссен и Доктор Джон».
В 1992 году Профессор Лонгхейр был принят в Зал славы рок-н-ролла (в категории «Ранние влияния»), а в 1981 году — в Зал славы блюза.
Кроме того, две песни в исполнении Профессора Лонгхейра, — «Mardi Gras in New Orleans» и «Tipitina», — входят в составленный Залом славы рок-н-ролла список 500 Songs That Shaped Rock and Roll.

## Дискография
- См. «Professor Longhair § Discography» в английском разделе.